# Sierra Carbonera
Sierra Carbonera es un pequeño conjunto orográfico situado en la provincia de Cádiz(España), en el límite entre los términos municipales de San Roque y La Línea de la Concepción, al norte del Peñón de Gibraltar. Su máxima elevación se da dentro del municipio de La Línea de la Concepción, con 311 m.
En la actualidad se encuentra desarbolado, debido a los incendios forestales, a las podas para el carboneo (a lo que debe su nombre), a las talas y al pastoreo. Antiguamente se encontraba poblado por quejigos y alcornoques.

## Historia
Durante el siglo XVI se erigió en su cumbre una torre vigía, la Torre de Sierra Carbonera, que existió hasta 1967, cuando fue demolida.
Durante la Segunda Guerra Mundial el régimen franquista levantó en la zona más de cien búnkeres. Muchos de ellos se conservan y se estudia ponerlos en valor
Actualmente en su cumbre se encuentra ubicada una estación del Sistema Integral de Vigilancia del Estrecho. Esta cumbre cuenta con privilegiadas vistas, desde el Mirador del Higuerón, sobre la bahía de Algeciras, el Peñón de Gibraltar, la parte oriental del Estrecho y los límites de la provincia de Málaga.

## Actividades y Deportes
Desde que se dejara de explotar la sierra para el carboneo o confección del picón, hay cada vez más afluencia de personas que merodean los senderos y caminos para sacar provecho de este enclave, ya sean cazadores en los cotos de caza delimitados para tal práctica o para el uso de pastoreo de la ganadería. Otros usuarios cotidianos siempre fueron los esparragueros, que andurrean el monte en busca del preciado espárrago o la tagarnina. En la actualidad coexisten entre los ya nombrados anteriormente, los caballistas que aprovechan la cercanía de un picadero o cuadra cercana por la zona del polígono del Zabal Alto; o también los aficionados al motocross o trial que con sus máquinas se adentran hasta lugares insospechados de la sierra; y también cabe destacar la gran afición desde hace pocos años atrás de los senderistas o corredores de montaña, que aprovechan la dificultad de los empedrados caminos y senderos para satisfacer sus entrenamientos o para disfrutar de la maravillosa panorámica que desde los puntos más altos se divisan, de hecho en esta sierra se celebra anualmente una prueba deportiva de calado Provincial incluso autonómico, la denominada "Cresta de Sierra Carbonera", organizada por el   Club Deportivo Sierra Carbonera. También existen rutas guiadas para conocer la historia de los búnkeres durante la 2ª Guerra Mundial, de la mano de empresas de turismo activo de la zona.
El 6 de noviembre de 2016, más de 1200 personas, bajo el nombre S.O.S. Sierra Carbonera y con el apoyo de Verdemar, Ecologistas en Acción y de una veintena de asociaciones, acometieron la reforestación del frente litoral de la sierra devastado por los incendios. Se plantaron pinos, alcornoques, romeros, madroños, acebuches, algarrobos y se sembraron más de 20.000 semillas de árboles autóctonos.